# Aesopus japonicus
Aesopus japonicus är en snäckart som beskrevs av Gould 1860. Aesopus japonicus ingår i släktet Aesopus och familjen Columbellidae. Inga underarter finns listade i Catalogue of Life.